# Graham Arnold
Graham Arnold (sinh ngày 3 tháng 8 năm 1963) là một cựu cầu thủ bóng đá người Úc, hiện đang là huấn luyện viên trưởng đội tuyển bóng đá quốc gia Úc.

## Sự nghiệp thi đấu

### Câu lạc bộ
Arnold là một tiền đạo bắt đầu sự nghiệp của mình tại Gwawley Bay vào năm 1969. Anh ấy chơi cho họ và các đội bóng đại diện của Sutherland cho đến năm 1979 khi anh ấy chuyển đến Canterbury-Marrickville trong giải Ngoại hạng New South Wales. Sau đó, anh ấy chuyển đến Sydney Croatia trong Giải bóng đá quốc gia hiện không còn tồn tại của Úc , nơi anh ấy vừa là cầu thủ ghi bàn hàng đầu của giải đấu vừa là cầu thủ của năm vào năm 1986. Tiếp theo là chuyển ra nước ngoài, nơi anh ấy tạo dựng tên tuổi ở Hà Lan, đang chơi cho Roda JC Kerkrade và NAC Breda. Ông cũng đã có thời gian ở Bỉ với RFC de Liège và R. Charleroi SC. Anh ấy tiếp tục chơi cho Sanfrecce Hiroshima ở Nhật Bản vào cuối sự nghiệp của mình, trước khi trở về quê hương để chơi cho Northern Spirit FC.

### Quốc tế
Graham Arnold đã đại diện cho đội tuyển quốc gia Australia 54 lần, ghi được 19 bàn thắng (85 lần khoác áo, 33 bàn thắng bao gồm cả các trận không chính thức và các trận quốc tế hạng "B"). Anh được Frank Arok cho ra mắt lần đầu tiên trong trận đấu ở Vòng loại World Cup với Đài Loan tại Sân vận động Hindmarsh ở Adelaide vào ngày 23 tháng 10 năm 1985. Anh ghi bàn ngay trong trận ra mắt giúp "Socceroos" giành chiến thắng 7–0. Sự nghiệp thi đấu quốc tế của anh ấy đã kết thúc đáng buồn vào ngày 29 tháng 11 năm 1997 trong trận đấu ở Vòng loại World Cup với Iran tại sân vận động Melbourne Cricket Ground (MCG) khi tỷ số kết thúc là 2–2 và Australia bị loại vì luật bàn thắng sân khách sau khi dẫn trước 2–0.

## Sự nghiệp huấn luyện viên
Arnold đã có một vai trò khách mời với tư cách là một huấn luyện viên từ rất sớm trong sự nghiệp của mình. Ông là huấn luyện viên trong 2 trận khi còn là cầu thủ của Sydney Croatia trong mùa giải 1989/90. Tuy nhiên, sự nghiệp huấn luyện thích hợp của ông bắt đầu vào năm 1998, khi ông được bổ nhiệm làm cầu thủ / quản lý của Northern Spirit FC. Ông là huấn luyện viên trong 2 mùa giải, lọt vào vòng loại trực tiếp trong mùa giải đầu tiên của họ.

### Úc
Sau đó, ông được bổ nhiệm vào vị trí trợ lý huấn luyện viên đội tuyển Úc vào năm 2000, trở thành huấn luyện viên tạm quyền vào tháng 7 năm 2006.
Vào ngày 6 tháng 9 năm 2006, Úc bị đánh bại 2–0 trong một trận đấu ở vòng loại Asian Cup trước Kuwait bị đánh giá thấp hơn. FFA khẳng định Arnold vẫn sẽ là HLV trưởng trong chiến dịch Asian Cup 2007.

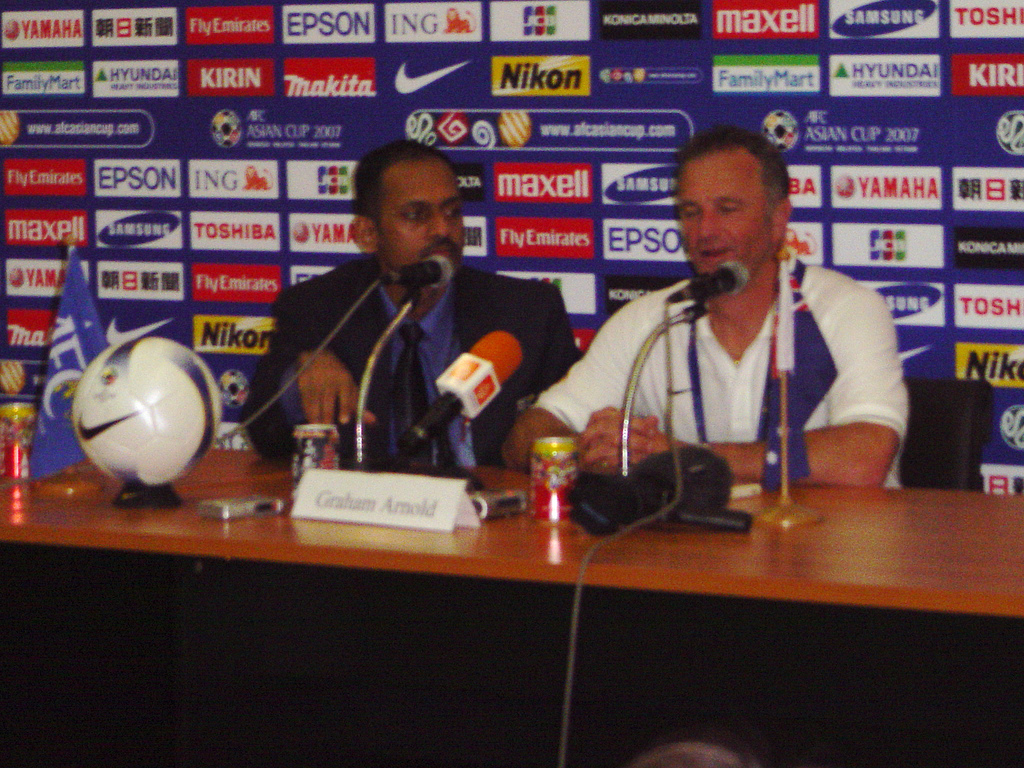
Arnold (phải) họp báo tại Asian Cup 2007

Australia đã khởi đầu chiến dịch Asian Cup với trận hòa 1-1 trước Oman tại Bangkok, Thái Lan. Áp lực truyền thông tập trung vào Arnold và vào ngày 13 tháng 7 năm 2007, Australia đã bị đánh bại 3-1 trước đội vô địch cuối cùng là Iraq. Ở trận đấu cuối cùng tại vòng bảng, Australia giành chiến thắng 4-0 trước đội chủ nhà Thái Lan, qua đó loại chính đối thủ để giành quyền vào vòng tứ kết. Họ bị Nhật Bản đánh bại trong loạt sút luân lưu ở trận tứ kết. Arnold sau đó tiếp tục đảm nhận vai trò HLV trưởng của đội U-23 Australia, vượt qua vòng loại môn bóng đá nam Thế vận hội 2008.
Anh ấy cũng được liên kết với vị trí huấn luyện viên tại Bolton Wanderers và Norwich City ở Anh nhưng lần lượt thua Gary Megson và Glenn Roeder. Với việc bổ nhiệm cựu cầu thủ người Hà Lan Pim Verbeek làm huấn luyện viên đội tuyển Úc, Arnold cùng với Henk Duut làm trợ lý cho đội tuyển quốc gia trong chiến dịch FIFA World Cup 2010 ở Nam Phi.

### Central Coast Mariners
Vào ngày 9 tháng 2 năm 2010, có thông báo rằng Arnold sẽ đảm nhận vị trí huấn luyện viên trưởng của Central Coast Mariners cho đến cuối mùa giải 2012/2013. Vào cuối mùa giải A-League 2011–12, anh từ chối một hợp đồng béo bở từ Sydney FC và quyết định ở lại với Mariners, ký gia hạn thêm một năm với hợp đồng ban đầu của anh. Trong ba năm Arnold phụ trách Mariners, kết quả là ba lần về đích trong top 2 và giành một chức vô địch.

### Vegalta Sendai
Vào tháng 11 năm 2013, Graham là mục tiêu của một số câu lạc bộ ở châu Á, đặc biệt là Vegalta Sendai ở giải J-League 1 của Nhật Bản. Mặc dù Liên đoàn bóng đá Úc lại quan tâm đến việc đưa Graham trở thành huấn luyện viên đội tuyển quốc gia, nhưng ông luôn muốn ở lại câu lạc bộ trong quá trình thành lập đội tuyển quốc gia và trong vòng vài tuần đã đồng ý với Sendai để trở thành huấn luyện viên Úc đầu tiên, kể từ khi Eddie Thomson quá cố. huấn luyện viên ở cấp cao nhất của bóng đá Nhật Bản. Graham đã tuyển dụng trợ lý của mình từ Đội tàu Hải quân Bờ biển Trung tâm là Andrew Clark để cùng anh đến Nhật Bản. Vào ngày 9 tháng 4 năm 2014, Vegalta Sendai đã thông báo rằng Arnold đã chấm dứt hợp đồng với nhau sau chuỗi 6 trận không thắng của Sendai.

### Sydney FC

#### Mùa giải 2014–2015
Arnold được bổ nhiệm làm huấn luyện viên trưởng mới của Sydney FC vào ngày 8 tháng 5 năm 2014.  Trong mùa giải đầu tiên của anh ấy với Sky Blues, họ đã về nhì tại A-League 2014–15, xếp thứ hai sau Melbourne Victory và thua trận Chung kết A-League 2015 trước chính đội bóng này.

#### Mùa giải 2015–2016
Sau mùa giải 2014–15, họ thi đấu không thành công tại A-League 2015–16 khi kết thúc ở vị trí thứ 7 và bỏ lỡ vòng chung kết. Tuy nhiên, anh ấy đã dẫn dắt đội giành vị trí nhất bảng H ở chiến dịch AFC Champions League 2016. Cuối cùng họ đã bị đội bóng Trung Quốc Shandong Luneng hạ gục với tổng tỷ số 3–3 ở vòng 16.

#### Mùa giải 2016–2017
Arnold bắt đầu cải tổ đội hình bằng cách cho ra mắt 13 cầu thủ trong giai đoạn tiền mùa giải. Để giải quyết vấn đề ghi bàn của đội, ông ấy đã mua tiền đạo người Brazil Bobô như một cầu thủ mới của họ để chơi cùng với đồng đội cũ Filip Hološko theo luật 2 biên mới. Ngoài ra, ông cũng mang về 5 cầu thủ Australia, trong đó có Bernie Ibini dưới dạng cho mượn, Alex Wilkinson (hai người từng làm việc với Arnold tại Central Coast) và Danny Vukovic từ câu lạc bộ Melbourne Victory. Mùa giải bắt đầu đầy ấn tượng với việc Sydney FC đánh bại đối thủ của họ là Western Sydney Wanderers 4–0 ở vòng 1. Anh ấy đã dẫn dắt đội bóng về đích ở vị trí á quân sau khi bị Melbourne City đánh bại 1–0 trong trận Chung kết FFA Cup.
Vào kỳ chuyển nhượng tháng Giêng, người hâm mộ yêu thích Matthew Jurman gia nhập câu lạc bộ K-League Suwon Samsung Bluewings, trong khi thủ môn Vedran Janjetović đổi chỗ với Andrew Redmayne để vượt qua đối thủ cùng thành phố, Western Sydney Wanderers sau một tranh chấp về việc không được thi đấu sau khi bị Vukovic thay thế. Thay thế Jurman là hậu vệ Hà Lan Jordy Buijs. Đội đã bất bại 19 trận trong giải đấu trước khi bị đánh bại 1–0 trong một trận đấu gây tranh cãi trước Wanderers. Trận thua này chỉ làm cho đội mạnh hơn, khi họ đã bất bại phần còn lại của mùa giải, giành được 19 điểm trên tổng số 21 trận có thể có trong 7 trận còn lại. Đội của anh ấy cuối cùng đã đăng quang sau khi Melbourne Victory không thể đánh bại Brisbane Roar, trong khi Sydney còn 4 trận. Mùa giải thứ 3 của Arnold với Sydney đã chứng tỏ hiệu quả, ngoài việc giành được vị trí dẫn đầu, đội đã phá vỡ nhiều kỷ lục, bao gồm cả số điểm nhiều nhất trong một mùa giải, họ phá vỡ kỷ lục của Brisbane Roar ở mùa giải 2010–11 là 65 điểm, ít hơn so với 66 điểm, cũng như là đội bóng hàng đầu duy nhất ở Úc giữ vị trí thứ nhất trong cả mùa giải. Arnold cũng được vinh danh là Huấn luyện viên của năm tại Đêm Gala Dolan Warren. Anh kết thúc mùa giải với tỷ số 1–1 trong trận Chung kết, giành chiến thắng 4–2 trên chấm phạt đền trước Melbourne Victory, trở thành huấn luyện viên đầu tiên giành chức vô địch với nhiều hơn một câu lạc bộ. 

### Trở lại đội tuyển quốc gia Úc

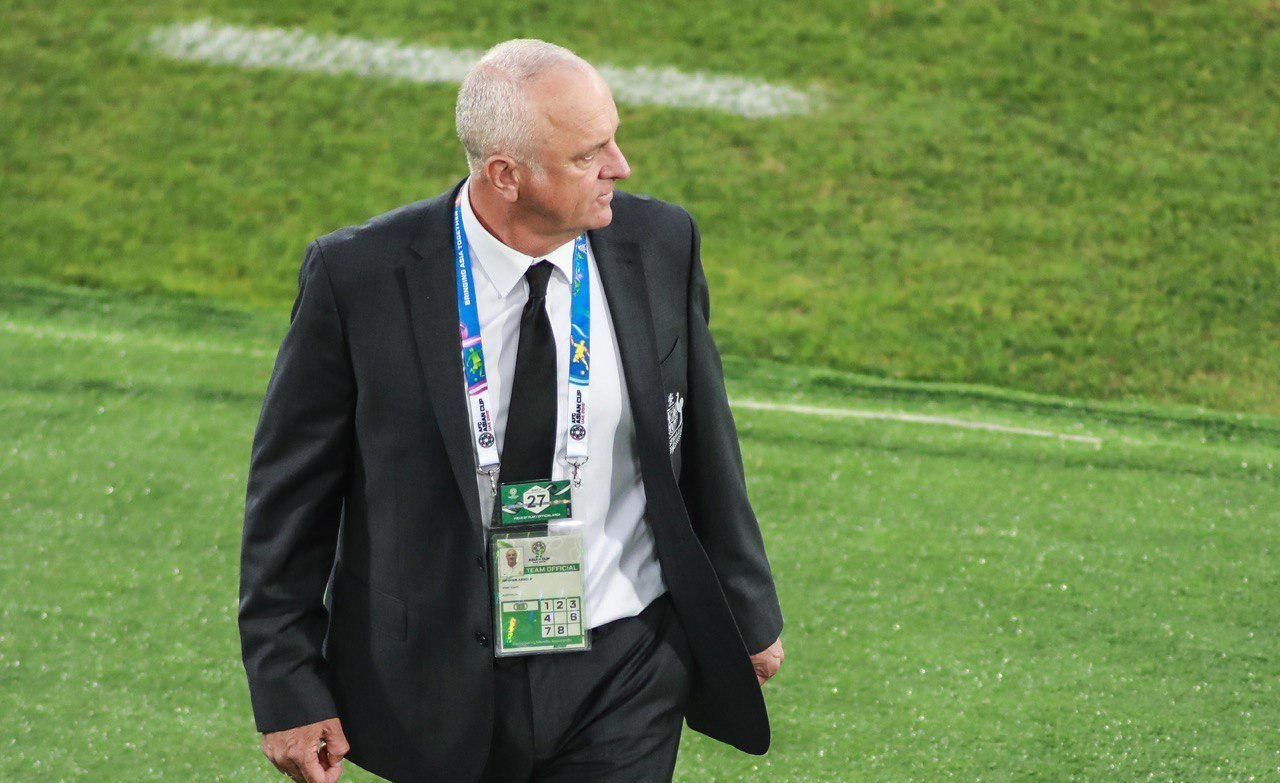
Arnold dẫn dắt đội tuyển Úc tại Asian Cup 2019

Vào ngày 8 tháng 3 năm 2018, sau một cuộc tìm kiếm ráo riết, đã có thông báo rằng anh ấy sẽ thay thế Bert van Marwijk làm huấn luyện viên đội tuyển Úc sau FIFA World Cup 2018 và đội tuyển bóng đá U-23 quốc gia Úc. Gần như ngay lập tức, sau khi màn trình diễn không mấy mệt mỏi của Australia tại giải đấu lên đến đỉnh điểm, Arnold chính thức lên ngôi ở ghế nóng của đội tuyển quốc gia. Anh ấy đã mở tài khoản của mình một cách mạnh mẽ, cùng đội của anh ấy thực hiện chiến thắng toàn diện 4–0 trên sân khách trước đội tuyển Kuwait. Vào tháng 11 năm 2018, những người đàn ông của Arnold đã được thử nghiệm thực sự đầu tiên của họ về điều mà truyền thông Úc tuyên bố là 'kỷ nguyên mới' của Socceroos, hòa 1-1 với đối thủ Hàn Quốc trước 32.922 người hâm mộ tại sân vận động Brisbane's Lang Park trong một trận giao hữu vào ngày 18 tháng 11 năm 2018. Một ngày trước trận đấu, Arnold thông báo rằng Mark Milligan sẽ được bổ nhiệm làm đội trưởng vô thời hạn.
Giải đấu đầu tiên của anh ấy trong lần thứ hai dẫn dắt đội tuyển Úc là AFC Asian Cup 2019, nơi Úc, với tư cách là nhà đương kim vô địch, đã bị loại ở vòng tứ kết trước đội chủ nhà UAE. Đội của anh ấy khởi đầu với thất bại 0-1 trước Jordan trước khi kết thúc chiến dịch ở vòng tứ kết, lần này là trên cùng một sân vận động, do đó đã phải hứng chịu những lời chỉ trích vì phong độ tệ hại của đội trong giải đấu. Bất chấp những lời chỉ trích vẫn còn đó, anh ấy đã giúp đội tuyển bóng đá U-23 quốc gia Úc giành hạng ba tại Giải vô địch AFC U-23 2020, do đó đủ điều kiện tham dự Thế vận hội mùa hè 2020 (bị hoãn một năm do đại dịch COVID-19), cũng như lần đầu tiên giành được tám chiến thắng liên tiếp ở vòng hai của vòng loại FIFA World Cup 2022 khu vực châu Á để lọt vào vòng ba. Đội tuyển Úc của Arnold khởi đầu vòng ba với chiến thắng 3-0 trước Trung Quốc, sau đó họ giành thắng lợi  1-0 trước đội tuyển Việt Nam trên sân vận động Mỹ Đình vào ngày 7 tháng 9 năm 2021 nhờ bàn thắng duy nhất của hậu vệ Rhyan Grant. Arnold cùng đội tuyển Úc thiết lập kỷ lục mới về số trận thắng liên tiếp của một đội tuyển quốc gia tại vòng loại World Cup với 11 trận sau chiến thắng 3-1 trước đội tuyển Oman vào rạng sáng ngày 8 tháng 10 năm 2021 (giờ Việt Nam). Tuy nhiên, họ không thể giữ được mạch trận thắng khi để thua đội tuyển Nhật Bản 1-2 trên sân vận động Saitama vào ngày 12 tháng 10 năm 2021.     

## Thống kê sự nghiệp
| Đội tuyển bóng đá Úc | Đội tuyển bóng đá Úc | Đội tuyển bóng đá Úc |
| Năm                  | Trận                 | Bàn                  |
| -------------------- | -------------------- | -------------------- |
| 1985                 | 2                    | 1                    |
| 1986                 | 6                    | 4                    |
| 1987                 | 6                    | 3                    |
| 1988                 | 16                   | 4                    |
| 1989                 | 4                    | 2                    |
| 1990                 | 0                    | 0                    |
| 1991                 | 2                    | 0                    |
| 1992                 | 0                    | 0                    |
| 1993                 | 6                    | 1                    |
| 1994                 | 0                    | 0                    |
| 1995                 | 2                    | 1                    |
| 1996                 | 3                    | 0                    |
| 1997                 | 7                    | 3                    |
| Tổng cộng            | 54                   | 19                   |